# یونش الکتروافشانه

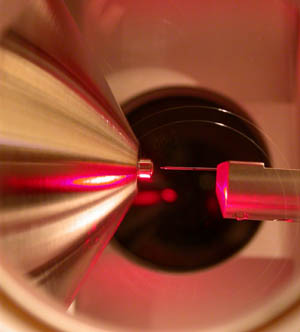
منبع یونیزاسیون الکتروافشانه (نانوافشانه)

یونیزاسیون الکتروافشانه (ESI) روشی است که در طیف‌سنجی جرمی برای تولید یونها با استفاده از یک الکتروافشانه مورد استفاده قرار می‌گیرد که در آن یک ولتاژ بالا برای ایجاد یک آئروسل به یک مایع اعمال می‌شود. این ماده به ویژه در تولید یون از ماکرومولکولها بسیار مفید است زیرا در هنگام یونیزاسیون، چربی این مولکولها به قطعه غلبه می‌کند. یونیزاسیون الکتروافشانه با سایر فرایندهای یونیزاسیون (مانند دفع جذب / یونیزاسیون لیزر به کمک ماتریس) متفاوت است زیرا ممکن است یونهای چند بار شارژ تولید کند، به‌طور مؤثر دامنه جرم آنالایزر را برای پذیرش دستورها یکای جرم اتمی از میزان مشاهده شده در پروتئین‌ها و قطعات پلی پپتیدی مرتبط با آنها.

## تاریخ

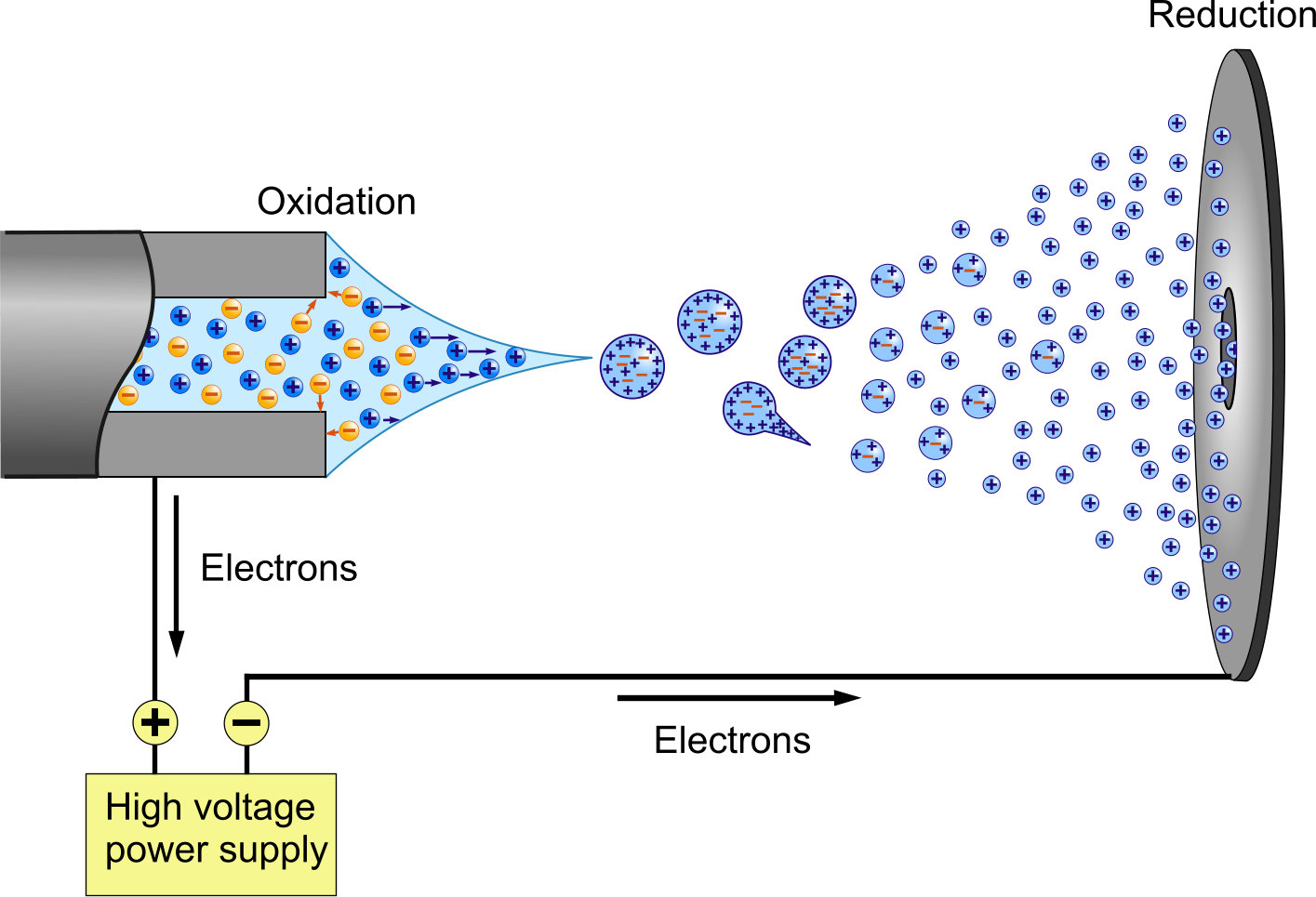
نمودار یونیزاسیون الکتروافشانه در حالت مثبت: تحت ولتاژ بالا، مخروط تیلور جت قطره‌های مایع ساطع می‌کند. حلال حاصل از قطرات به تدریج تبخیر می‌شود، و آنها را بیشتر و بیشتر شارژ می‌کند. هنگامی که شارژ بیش از حد ریلی باشد، قطرات انفجاری از هم جدا می‌شوند و یک جریان از یونهای شارژ (مثبت) را به جای می‌گذارند

در سال ۱۸۸۲، لرد ریلی از نظر تئوریک حداکثر میزان شارژ قطره مایع را قبل از بیرون راندن جت‌های ریز مایعات تخمین زد. که هم‌اکنون به عنوان حد ریلی شناخته شده‌است.
در سال ۱۹۱۴، جان زلنی (John Zeleny) کارهایی را در مورد رفتار قطرات سیال در انتهای مویرگهای شیشه ای منتشر کرد و شواهدی را برای حالتهای مختلف الکترونیکی ارائه داد. ویلسون و تیلور و نولان در دهه 1920 و مکی در سال ۱۹۳۱ در مورد الکترودپریپ تحقیق کردند. مخروط الکتروپراپی (که اکنون به عنوان مخروط تیلور شناخته می‌شود) توسط سر جفری اینگرام تیلور شرح داده شد.
اولین استفاده از یونیزاسیون الکتروسپری با طیف‌سنجی جرمی توسط مالکوم دول در سال ۱۹۶۸ گزارش شد. جان بنت فن از اواخر دهه ۸۰ به دلیل توسعه طیف‌سنجی جرمی یونیزاسیون الکتروسپراس در سال ۱۹۸۰ جایزه نوبل شیمی را دریافت کرد.

## مکانیسم یونش

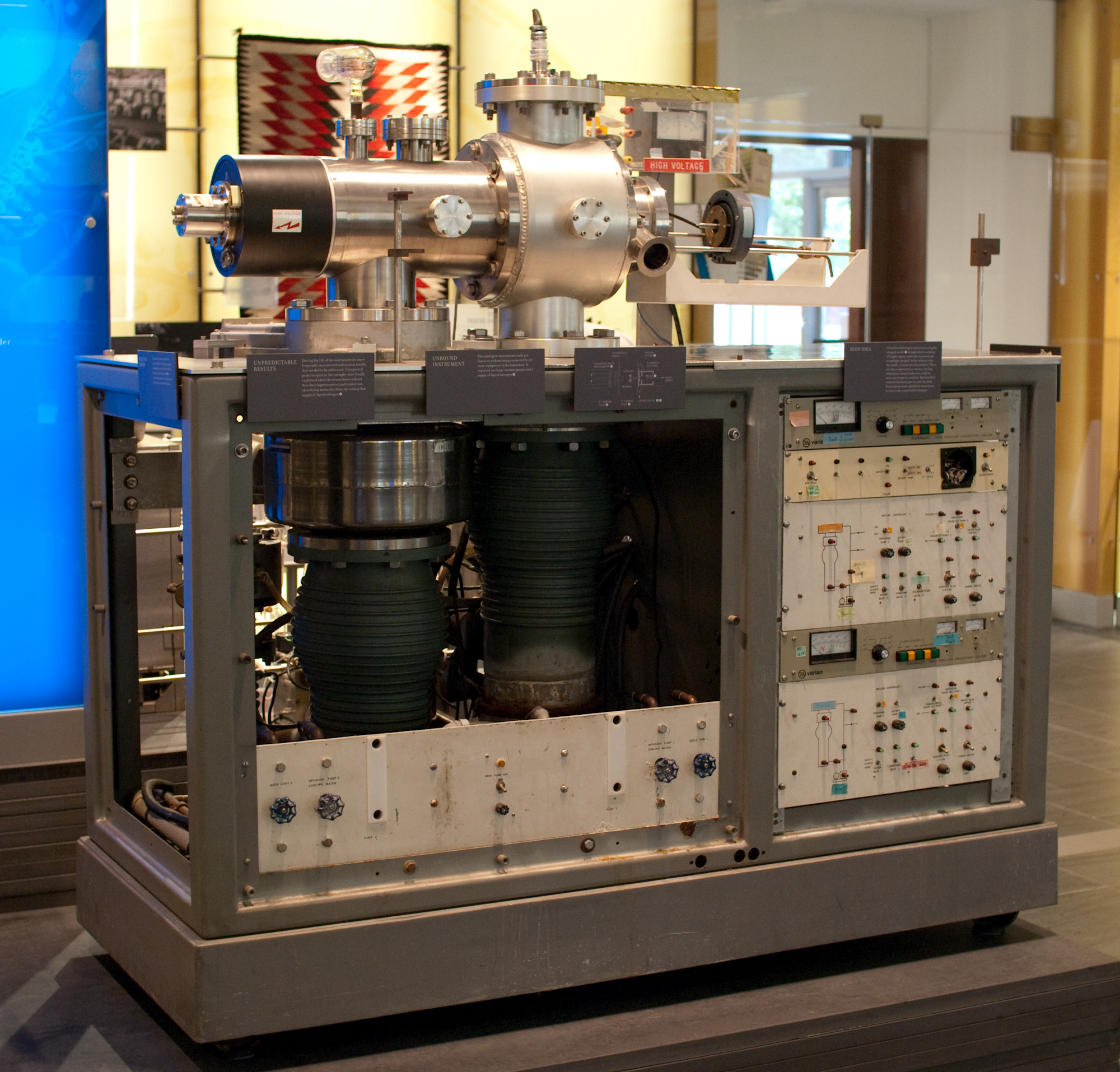
اولین منبع یونیزاسیون الکتروسپری فن همراه با یک طیف‌سنج جرمی چهارگانه واحد است

در فرآیند یونش الکتروسپری، مایعی که حاوی آنالیت‌های مورد نظر است (معمولاً در غلظت‌های ۱۰−۶ تا ۱۰−۴ مولار) به وسیله تکنیک الکتروسپری به صورت آئروسل‌های ریز پراکنده می‌شود. این فرآیند شامل تبخیر وسیع حلال (که به آن “دسولوشن” نیز گفته می‌شود) است. حلال‌های معمول مورد استفاده برای این روش معمولاً با ترکیب آب و ترکیبات آلی فرار تهیه می‌شوند، مانند متانول  و استونیتریل.
برای کاهش اندازه اولیه قطرات، معمولاً ترکیباتی که هدایت الکتریکی را افزایش می‌دهند (مانند اسید استیک) به محلول اضافه می‌شوند. این ترکیبات به عنوان منبع پروتون برای تسهیل فرآیند یونش عمل می‌کنند. در روش الکتروسپری با جریان بالا، می‌توان از نازک‌سازی با یک گاز بی‌خطر گرم، مانند نیتروژن یا دی‌اکسید کربن، به‌علاوه دمای بالای منبع یونش استفاده کرد.
ذرات آئروسل از طریق یک لوله مویین که اختلاف پتانسیل تقریباً ۳۰۰۰ ولت دارد، وارد اولین مرحله خلاء یک طیف‌سنج جرمی می‌شوند. این لوله می‌تواند گرم شود تا به تبخیر بیشتر حلال از قطرات باردار کمک کند. حلال از یک قطره باردار تبخیر می‌شود تا زمانی که با رسیدن به حد ریلی خود ناپایدار شود. در این نقطه، قطره تغییر شکل می‌دهد، زیرا دافعه الکترواستاتیکی بارهای هم‌نام در یک قطره با اندازه همیشه در حال کاهش، قوی‌تر از کشش سطحی می‌شود که قطره را کنار هم نگه می‌دارد.  در این نقطه، قطره تحت شکافت کولمبی قرار می‌گیرد، به این ترتیب که قطره اصلی “منفجر” می‌شود و قطرات کوچک‌تر و پایدارتر زیادی ایجاد می‌کند. قطرات جدید تحت فرایند دسولوشن (حلال‌زدایی) و متعاقباً شکافت‌های کولمبی بیشتر قرار می‌گیرند. در طول شکافت، قطره درصد کمی از جرم خود (۱.۰–۲.۳٪) را به همراه درصد نسبتاً زیادی از بار خود (۱۰–۱۸٪) از دست می‌دهد.
دو نظریه اصلی وجود دارد که فرایند تولید نهایی یون‌های فاز گاز را توضیح می‌دهند: مدل تبخیر یون (IEM) و مدل باقی‌مانده بار (CRM).
مدل IEM پیشنهاد می‌کند که هنگامی که قطره به یک شعاع خاص می‌رسد، شدت میدان الکتریکی در سطح قطره به حدی می‌رسد که می‌تواند به فرایند تبخیر میدان الکتریکی یون‌های حل‌شده کمک کند.
از سوی دیگر، مدل CRM بیان می‌کند که قطرات الکتروسپری در چرخه‌های تبخیر و شکافت تشکیل می‌شوند که در نهایت منجر به تولید قطرات فرعی می‌شود که به طور متوسط حاوی یک یون آنالیتی یا کمتر هستند.
یون‌های فاز گاز پس از تبخیر مولکول‌های حلال باقی‌مانده شکل می‌گیرند و آنالیت را با بارهایی که قطره حمل می‌کرد، به جا می‌گذارند.